# Liberierung
Als Liberierung bezeichnet man in der Schweiz die Einzahlung von gezeichneten Gesellschaftsanteilen (Aktien oder Obligationen).

## Anlass
Durch Liberierung erwerben die Gesellschafter Anteile am Vermögen einer juristischen Person. Bei Aktien spricht man von Teil- oder Vollliberierung, je nachdem, ob auf dem Aktiennennwert nur ein Teilbetrag oder der gesamte Betrag einbezahlt wird.